# 伊孑志

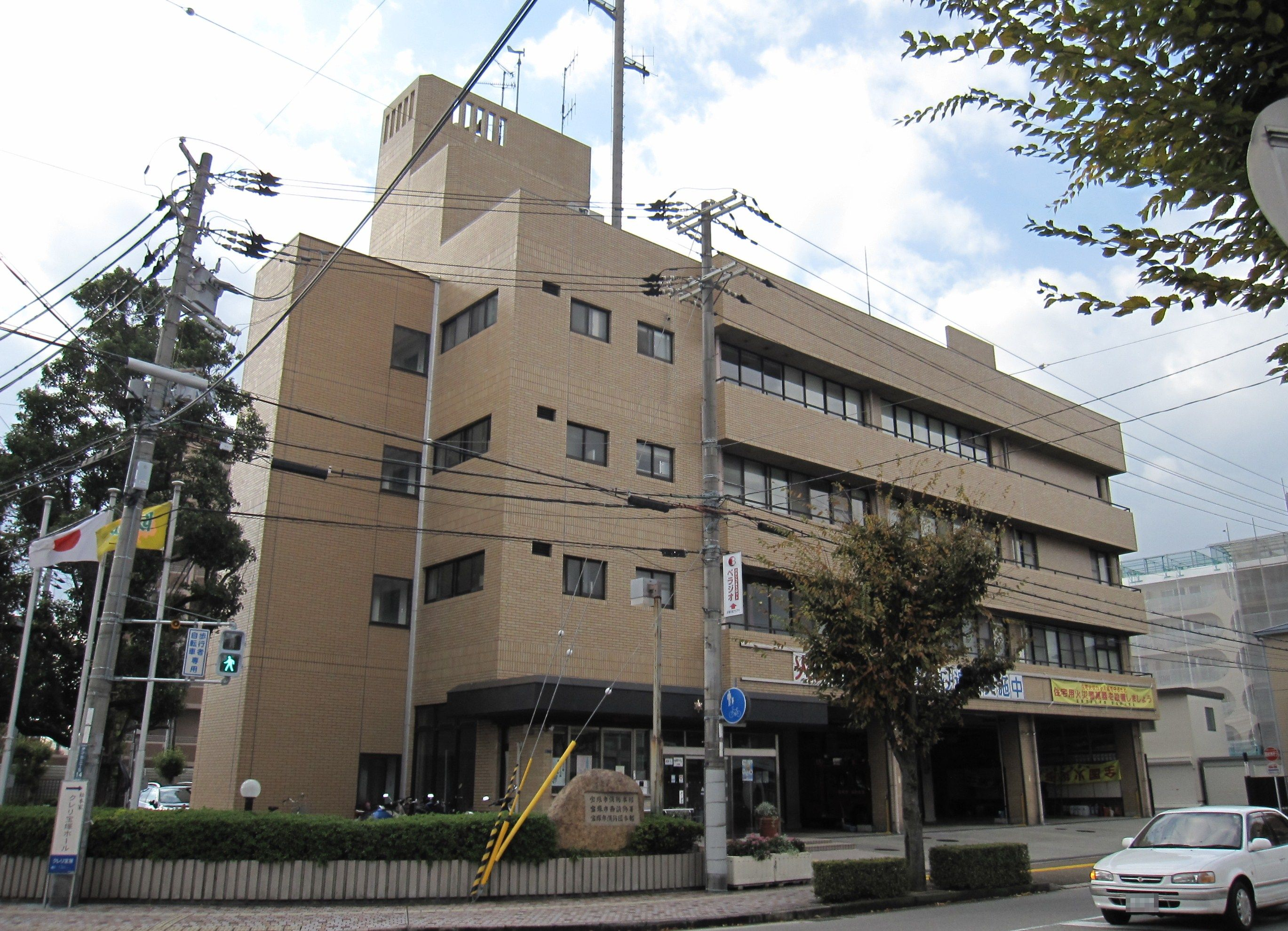
宝塚市消防本部（三丁目）

伊孑志（いそし）は兵庫県宝塚市の武庫山（六甲山）山麓武庫川右岸の地名。行政地名としては大字の部分（伊孑志字武庫山）と町名としての1～4丁目を有し、両者は分断されている。

## 地名
『三代実録』貞観元年（859年）12月22日条、摂津守滋野朝臣貞雄の卒伝に「延暦十七年に伊蘇志臣を改めて滋野宿禰を賜ふ」とあり、古代氏族・伊蘇志臣ゆかりの地といわれる。式内社伊和志豆神社はこの地にある伊和志津神社であると『五畿地誌』には記され、当地ではそう信じられており、伊蘇志臣は同神社のある当地の氏族と『宝塚市史』には推定されている。しかし『摂津名所図絵』では伊和志豆神社は広田中村（現・西宮市）にあるとされている。
地名の由来はこれによると考えられているものの、「伊刀志」とも書き、地名の変遷は定かではない。
大国正美は、仁川と武庫川の合流地点で武庫川が大きく湾曲する場所に当たっているため上流から流れてきた石が多く堆積し再三水害に悩まされてきた事実と、「イソ」が海岸だけでなく石の多い地形を指す事もあることから、「自然地名が語源かとも考えるが定かではない」としている。

## 歴史

### 沿革
中世には伊孑志荘という荘園名が見え、「文亀2年12月13日付海田庵徳永等連署売渡状案」（満願寺文書／宝塚市史4）には「在伊刀（孑）志庄内」とあり、荘園内の伊孑志二郎左衛門先祖相伝の屋敷1所が売却されている。
江戸時代から明治22年（1889年）までは伊孑志村として武庫郡に属した。はじめ幕府領で、元和3年に尼崎藩領、宝永8年に再び幕府領となり、文政11年から再び尼崎藩領。村高は元和3年（1617年）「摂津一国高御改帳」では「いそし村」として143石余、「天保郷帳」「旧高旧領取調帳」ではともに249石余。明治3年村明細帳では、反別41町8反余、家数54・人数270、寺院は浄土宗法性寺、氏神は延喜式内社伊和志津須佐男尊。
明治22年の町村制実施に伴い良元村の大字となった。明治24年の戸数83、人口は男209・女206、寺1。明治20年から北西部に温泉が開業し、温泉旅館街（宝塚温泉）として発展し、大正4年に大字宝塚として分離した。昭和29年、良元村が宝塚町と合併し宝塚市となるに伴い同市に属す。
一部が昭和41年に武庫山1～2丁目・伊孑志1～4丁目・南口1～2丁目・中州1～2丁目・逆瀬川1～2丁目・末広町・東洋町、昭和43年に寿楽荘・宝松苑、昭和48年武庫山1～2丁目・紅葉ガ丘・長寿ガ丘・月見山1～2丁目、昭和50年に光ガ丘となる。
町名としての伊孑志の昭和45年時点の世帯数1,316、人口5,084。

### 乙樋と水車
伊孑志・小林・蔵人の三ヵ村が武庫川から取水する乙樋があって、水害で再三壊れ修復規模をめぐって周囲の村々と紛争になった。乙樋は現在になっても使用されている。
逆瀬川の水を使った水車業が他村に先駆けて起こり、第二次大戦中火災で焼失するまで、200年にわたり所有者を変えながら、油絞りや飯米や酒造米の米搗きなどに使用され、周辺の村が水車を新設する際には伊孑志の水車に支障をきたさない事が許可の条件の一つとなる程力を持った。

### 渡し舟
西宮から中山寺への街道沿いにあり、橋のなかった武庫川には渡し舟が行き来した。文政5年（1822年）には小浜宿の菊屋、中山寺村の若戎屋らがそれまでの渡しや板橋が貧弱として改良し、無料開放（施行渡し）したが短期間で行き詰った。近代になっても橋は架からず明治40年（1907年）に尼崎の造船業者によって新調されつ、大正7～8年ごろ増水で流されるまで続いた。

## 世帯数と人口
2022年（令和4年）7月31日現在の世帯数と人口は以下の通りである。
| 町丁         | 世帯数    | 人口    |
| ------------ | --------- | ------- |
| 伊孑志一丁目 | 341世帯   | 608人   |
| 伊孑志二丁目 | 573世帯   | 1,290人 |
| 伊孑志三丁目 | 827世帯   | 1,698人 |
| 伊孑志四丁目 | 803世帯   | 1,533人 |
| 計           | 2,544世帯 | 5,129人 |

## 小・中学校の学区
市立小・中学校に通う場合、学区は以下の通りとなる。
| 番地                               | 小学校                 | 中学校               |
| ---------------------------------- | ---------------------- | -------------------- |
| 大字伊孑志                         | 宝塚市立宝塚第一小学校 | 宝塚市立光ガ丘中学校 |
| 伊孑志1～3丁目、4丁目(1・10～12番) | 宝塚市立末広小学校     | 宝塚市立宝梅中学校   |
| 伊孑志4丁目(2～7番)                | 宝塚市立末成小学校     | 宝塚市立高司中学校   |

## 交通

### 鉄道
町内に鉄道駅はない。

### バス
- 阪急バス　75、76、77、80、81、83系統　伊孑志（ 逆瀬川駅方面、  宝塚市役所前と宝塚営業所前方面では乗り場が離れている。）[8]

### 道路
- 兵庫県道114号西宮宝塚線
- 兵庫県道337号生瀬門戸荘線

## 施設
- 伊和志津神社
- 宝塚市消防本部
- 塩尾寺